# 臓器プリンティング

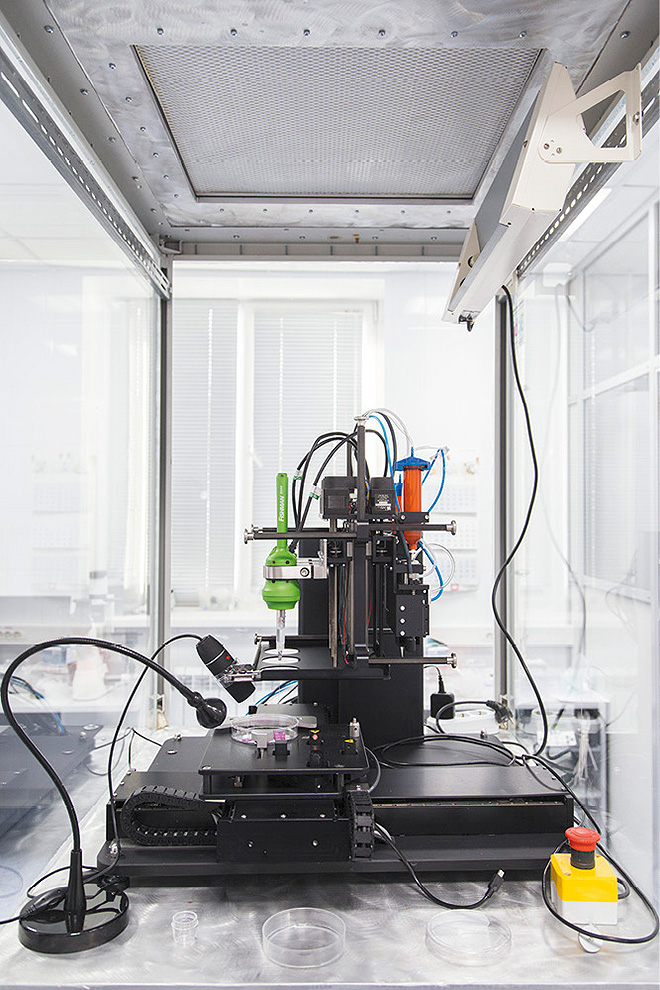
三次元bioprinter。「3D Bioprinting Solutions」というロシアの会社が開発した。

臓器プリンティング（ぞうきプリンティング、英: Organ printing）は、文字通り「臓器（器官）の印刷」であり、器官の代わりになる装置を3Dプリンターの技術を用いて作り出すことである。印刷される器官は、人工的に構成された装置であり、器官の代わりとして設計され、3Dプリンターの技術を用いて製造される。臓器プリンティングを行う第一の目的は移植に用いることである。現在、心臓、腎臓および肝臓の構造ならびに他の主要な器官についての研究が行われている。心臓のような複雑な器官では、心臓弁のような小さな構造物のみを印刷することもまた研究の対象となっている。いくつかの印刷された器官は、すでに臨床試験に達しており、主に、膀胱などの中空構造ならびに尿管などの管構造が該当する。
3Dプリンターは、細胞が育つ足場となるような特定の器官の構造を、一層ずつ積み重ねて作製することができる。足場ができると、目的の細胞をその上に直接ピペットで「まく」ことができる。「まく」という過程を印刷と同時に行うために、細胞を印刷可能な材料、つまり「インク」自体に組み込む手法も探求されている。
インクジェットプリンターを改良することで、3次元の生物学的組織を生成した研究がある。この手法においては、プリンターの「インクカートリッジ」は、生細胞の懸濁液とスマートゲルで満たされる。ゲルは構造を構築するために使用される。標準的なプリントノズルを用いて、ゲルと生きた細胞が交互に配置されるように印刷される。細胞は最終的に融合して組織を形成する。

## 歴史
クレムゾン大学のThomas Bolandが細胞のインクジェット印刷の使用について2003年に特許を取得し、細胞構造を生成するための3Dプリンターが初めて導入された。この工程は、基板上に配置された組織化された3次元のマトリクスへ細胞を配置する。
Bolandの最初の発明以来、生体構造を3Dプリンターで作り出す手法、つまりバイオプリンティングがさらに開発され、細胞のマトリクスではなく組織や臓器構造を生成するに至った。さらに、押し出しバイオプリンティングのような印刷技術が研究され、その後製造手段として導入されている。
臓器プリンティングは、臓器移植のドナー（提供者）の世界的な不足に対する解決策になりえるかもしれない。これまで実際に印刷されて臨床の場で使われた器官は、皮膚のような平坦なもの、血管のような管状のもの、または膀胱のような中空のものである。人工的な器官が移植のために準備されるときには、多くの場合レシピエント（受容者）自身の細胞でつくられる。
より複雑な細胞構造からなる器官が研究されている。これらの器官には、心臓、膵臓、および腎臓が含まれる。十分に医療として使える臓器を導入できる時期の予測には幅がある。
2013年にOrganovo社は3Dプリンターを使用してヒト肝臓を作製したが移植には適しておらず、主に薬物検査のために使用された。

## 3Dプリンターの技術
人工臓器の製造のための3Dプリンターの技術は、生物工学における重要な研究課題である。3Dプリンターによってもたらされるラピッドマニュファクチャリング技術がますます効率化しており、人工的に臓器をつくり出せる可能性がより顕著になった。3Dプリンターの主なメリットの一部は、細胞の足場となる構造を大量に生産できること、足場となる構造が高度に解剖学的な精度をもちうることにある。これにより、より効果的に天然の器官または組織構造の微細構造に、似た構築物をつくり出すことが可能になる。
3Dプリンターを使用する臓器プリンティングは、様々な技法を使用して実施することができ、それぞれが特定の種類の臓器の生産に適した特有の利点がある。臓器プリンティングの最も代表的な2つの種類、液滴を用いるバイオプリントと押出バイオプリントである。他の技術も数多く存在するが、一般的に使用されていないか、まだ開発中である。

### 液滴を使うバイオプリント（インクジェット）
液滴を使う、つまりインクジェット方式のバイオプリントは、細胞を含む「インク」を液滴にし、細胞構築物を作製する。 基板表面と接触すると、各液滴が重合し、個々の液滴が合体し、大きな構造が形成される。重合を促進させるため、基質上のカルシウムイオンを「インク」中に拡散させ、固体ゲルを形成する。液滴を用いるバイオプリントは、速度が速いため、一般的に使用されるが、より複雑な臓器構造にはあまり適していない。

### 押し出しバイオプリント
押し出しバイオプリントは、特定の細胞株を含む「インク」を、移動式のプリントヘッドの一種である押し出し機から、一定の量を押し出し付着させる。これは、よく制御された穏やかな方法なので、3次元的に組織または臓器構造を構築するときに、細胞密度をより大きくすることができる。 しかし、印刷速度は遅い。押し出しバイオプリントは、「インク」を光重合させてより安定した構造物を形成するために、UVが使われることが多い。

## インク
3Dプリンターの「インク」は、通常、細胞を物理的に付着する細胞接着分子と一体化されたアルギン酸またはフィブリンポリマーからなる。そのようなポリマーは、構造的安定性を維持し、細胞同士が結合していくように特別に設計される。 「バイオインク」という用語は、3Dバイオプリントで使われるインク材料を指す。
「インク」は、いくつかの基準に適合しなければならず、最も重要なのは生体適合性である。3Dプリンターによって形成された足場は、物理的および化学的に細胞の増殖に適切でなければならない。生分解性はもう一つの重要な要素であり、人工的に形成された構造が、移植が成功すると分解され、完全に細胞構造に置き換えられるために必要である。3Dプリンターは、いろいろな形のものをつくれるというのがメリットであるため、使用される「インク」は、カスタマイズが可能であり、いろいろなものに応用でき、幅広い種類の細胞を扱え、いろいろな構造に適している必要がある。
アルギン酸ハイドロゲルは、高度にカスタマイズ可能であり、天然の組織に特徴的な、機械的および生物学的特性に合わせて微調整することができるので、「臓器の印刷」の研究で最も一般的に使用される材料である。特定の要求に合わせて調整できる能力を持つヒドロゲルは、種々の組織または臓器構造および生理学的状態に適した足場の材料として応用が可能である。

## 課題
臓器の印刷の方法に関しては画期的な進歩が見られたが、複雑な臓器に関する臨床的な実施にはさらなる研究が必要である。バイオプリントでの細胞増殖は、自然な生物学的シグナル伝達やプロセスがない人工環境で行われる。これらの欠如は、適切な細胞の形態や分化を阻害する。自然な細胞増殖の過程をつくり出せれば、「印刷された臓器が造形された足場で成長する」という状態ではなく、もっと生体の臓器に近い、構造および機能を持ち得るだろう。
もう1つの課題は、細胞を持続させるために、人工構造に血管を新生させる必要がある。血管構造などの管構造は、重要な栄養素および酸素の拡散を可能にする。しかし、それらの管構造はバイオプリント技術で、完全に再現されていない。